# Hit the Lights
"Hit the Lights" är den tredje singeln av det amerikanska bandet Selena Gomez & the Scene. Sången skrevs av Leah Haywood, Daniel James och Tony Nilsson och producerades av Dreamlab. Sången gavs ut som den tredje singeln från albumet When the Sun Goes Down av bandets sångerska Selena Gomez.

## Bakgrund
"Hit the Lights" är en electro/dance sång med influenser av house, danspop och syntpop. 

## Musikvideo
Den officiella musikvideon för "Hit the Lights" släpptes den 16 november 2011 på VEVO för USA och Kanada, och på MTV:s internationella hemsidor för resten av världen. Innan själva videon släpptes publicerades även 5 korta klipp för att marknadsföra videon.

## Låtlista
- Digital download

1. "Hit the Lights" – 3:15

## Liveframträdanden
"Hit the Lights" framfördes under bandets turné We Own the Night Tour. Den 6 november 2011 framförde de sången live vid MTV Europe Music Awards, där även sångerskan Selena Gomez var värd.

## Topplistor
| Lista (2011)       | Topplacering |
| ------------------ | ------------ |
| Belgien (Flandern) | 54           |